# ميخائيل سميث (صحفي)
ميخائيل سميث (بالإنجليزية: Michael Smyth)‏ هو صحفي أسترالي، ولد في 1972.